# رادو جيتسا
رادو جيتسا مواليد 22 نوفمبر 1990 في باكاو، رومانيا، هو لاعب كرة يد روماني يلعب كظهير أيمن. يلعب حاليا مع نادي سيليستات ألزاس لكرة اليد. مثل منتخب رومانيا لكرة اليد.

## الإنجازات
- الدوري الروماني لكرة اليد:
  - الميدالية الفضية: 2011–12، 2012–13، 2013–14